# Гайнсберг
Гайнсберг (нім. Heinsberg) — місто в Німеччині, знаходиться в землі Північний Рейн-Вестфалія. Підпорядковується адміністративному округу Кельн. Входить до складу району Гайнсберг.
Площа — 92,14 км2. Населення становить 42 476 ос. (станом на 31 грудня 2020).